# Tell Hamis
Tell Hamis (tiếng Ả Rập: تل حميس, tiếng Kurd: Til Hemîs), là một thị trấn ở phía đông bắc tỉnh Hasakah, đông bắc Syria. Wadi Jarrah chảy qua thị trấn. Đây là trung tâm hành chính của Nahiya Tell Hamis bao gồm 129 địa phương. Tại cuộc điều tra dân số năm 2004, Tell Hamis có dân số 5.161. Cư dân của thị trấn chủ yếu là người Ả Rập.

## Nội chiến Syria
Sau khi rơi vào tay Nhà nước Hồi giáo Iraq và Levant, nó đã bị lực lượng YPG người Kurd và Hội đồng quân sự Syriac (MFS) chiếm lại vào ngày 27 tháng 2 năm 2015.